# Бартенев, Леонид Владимирович
Леонид Владимирович Бартенев (10 октября 1933, Полтава, Харьковская область — 17 ноября 2021, Москва) — советский легкоатлет (бег на 100 метров). Общества: «Буревестник» (Киев), с 1962 года в «Динамо» (Москва).
Серебряный призёр Олимпиад 1956 и 1960 годов, бронзовый призёр чемпионатов Европы 1954 и 1958 годов в эстафете 4×100 метров. Чемпион СССР в беге на 100 метров в 1958 году, в беге на 200 метров в 1959 году. Носил прозвище «Лео». Мастер спорта СССР (1955). Заслуженный мастер спорта СССР (1955), заслуженный тренер СССР. В числе его учеников — чемпионы и призёры олимпийских игр и Европы: Г. Бухарина, Л. Сторожкова, Н. Ильина, И. Назарова.

## Биография
Родился 10 октября 1933 года в Полтаве. Рос сиротой: отец попал под сталинские репрессии, а мать замучили в 1942 году немцы, узнав, что её муж был военным. Воспитывала будущего спортсмена бабушка, которая приобщила внука к спорту.
Начал выступать с 7 класса, выигрывал областные соревнования по лёгкой атлетике, фехтованию и футболу. Попал в группу тренера Юрия Стешина, который утвердил его заместителем директора спортивной школы, где его заметили наставники Зоя Синицкая и Зосима Синицкий. Выступал за «Буревестник» (Киев).
В 1954 году бежал эстафету вместе с Борисом Токаревым, Владимиром Сухаревым и Юрием Коноваловым. С ними стал мировым рекордсменом и серебряным призёром олимпиады 1956 года в Мельбурне. В 1961 году стал старшим тренером сборной СССР по лёгкой атлетике.
14 января 2007 года в Москве на улице Народного Ополчения был сбит автомобилем, нарушившим ПДД, когда переходил дорогу на зелёный свет. Иномарка выскочила на огромной скорости, сначала сбила его, затем врезалась в стоящий автомобиль. Его госпитализировали в травматологическое отделение 67-й городской больницы, где у него были зафиксированы переломы лодыжки и голени, ЗЧМТ и сотрясение головного мозга с рваной раной на голове — пришлось рану на голове зашивать. Ему сделали сложнейшую операцию, со вставлением штифтов в зону переломов, однако в отделении он начал тренировать переломанную ногу и учиться ходить без костылей. Через неделю после случившегося, у водителя произошёл сердечный приступ и он скончался. Бартенев спустя некоторое время вернулся в спортивное общество и вновь занялся тренерской работой. Он сам и ещё несколько прославленных старейших спортсменов приветствовали молодых инвалидов, которым предстояло бороться за медали на параспартакиаде в Лужниках.
Скончался 17 ноября 2021 года в Москве от коронавируса. Похоронен 21 ноября 2021 года на Химкинском кладбище.

### Личная жизнь
Был женат. Вдова — Галина Бартенева — пенсионерка, в прошлом врач-терапевт. У него было трое детей, в том числе сын Дмитрий от первого брака — известный российский спортсмен.

## Награды
- Орден «Знак Почёта» (27.04.1957) — «за успехи, достигнутые в деле развития массового физкультурного движения в стране, повышения мастерства советских спортсменов, и успешное выступление на международных соревнованиях»
- Медаль «За трудовое отличие» (16.09.1960) — за успешные выступления в XVII летних и VIII зимних Олимпийских играх 1960 года, а также за выдающиеся спортивные достижения[5]